# 영국령 남극 지역
영국령 남극 지역(영어: British Antarctic Territory, BAT)은 영국이 14개의 영국의 해외 영토 중 하나로써 영유권을 주장하는 남극의 부채꼴 지역이다. 이것은 60°S 위도선의 남쪽 지역과 경도 20°W 및 80°W 사이를 포함하여 남극점까지를 잇는 쐐기형 모양이다. 이 지역은 남극의 이 조각에 대해 영국이 역사가 1908년과 1917년의 페턴트 편지까지 거슬러 올라간다고 주장하고는 있지만, 이 지역은 1962년 3월 3일에 형성되었다. 그 부분은 현재 포클랜드 제도의 독립된 속국으로서, 1962년 이전 영국에게 관리되었던 세 지역(그레이엄섬, 사우스오크니 제도와 사우스셰틀랜드 제도)을 포함한 지역을 포괄하고 있다.

## 같이 보기
- 남극의 영유권 주장 목록

- 아르헨티나령 남극
- 오스트레일리아령 남극 지역
- 로스 속령
- 아델리랜드
- 페테르 1세섬
- 퀸모드랜드
- 칠레령 남극 지역